# Marjan
Marjan je brdo, poluotok i park šuma smještena na zapadnom dijelu splitskog poluotoka, a i sam čini jedan manji poluotok. Podno brda Marjana, istočno, nalazi se grad Split. 

## Zemljopisne osobine
Samo brdo je visoko 178 metara, a najviši vrh mu se zove Telegrin. Marjan je nedjeljiv od Splita i splitskog poluotoka i pruža se od Marmontove ulice prema zapadu. Dužina mu je oko 3,5 km, a najveća širina 1,5 km. Sjeverna mu je strana od vapnenca, a južna od fliša u kojem dominira tupina nad kojom je nastalo plodno tlo. S južne strane na Marjanu je poluotok Sustipan, koji zatvara zajedno s Marjanom gradsku luku. Sam Marjan je smješten tako da čini prirodni valobran Kaštelanskom zaljevu. Površina Marjana je oko 340 ha, od čega je polovica pokrivena borovom šumom. 
Prvi vrh je na nadmorskoj visini od 125 metara. Na njemu je sagrađena zgrada Meteorološkog opservatorija i restoran koji je poslije preuređen u Prirodoslovni muzej.  Uz muzej su sagrađeni Zoološki vrt i Vivarij te poslije i akvarij s morskom vodom.
Drugi vrh (Telegrin, Veli križ) nosi ime Telegrin i na nadmorskoj je visini od 178 metara i najviši je vrh. Dvije su teze o imenu. Prema jednoj, koju zastupa više autora, ime je došlo od latinske riječi peregrinus što u prijevodu na hrvatski znači "hodočasnik". Prema drugoj, ime je dobio po tome što je na njemu u Napoleonovo doba bila stara brzojavna postaja. 
Vjeko Omašić je istražujući došao do spoznaja da su tada u Splitu bila u uporabi dva optička telegrafa i jedan je bio na Marjanu, pa bi vjerojatno od toga dolazi Telegrin.
Treći vrh je na nadmorskoj visini od 148 metara. Na njemu je protupožarna promatračnica, a u
podnožju je uređena vidilica.
Uz Marjan je u svezi jedna do danas nepotvrđena legenda da je nekad bio vulkan.

## Ime
Ime Marjana se prvi put spominje u prvoj polovici osmog stoljeća kao Marianum, a tijekom vremena ime se mijenjalo, tako da se spominje i kao: Marulianus, Mergnanus, Murnanus, Marnanus, Murnano, Marnano, Mergnano, Mernjan, Marglian, Mirgnan, Megnan.
Još je jedno ime zabilježeno, koje nema nikakve veze s gornjim imenima. To je Mons Kyrie eleison, a ono je došlo od crkvenih procesija i blagoslova polja, koji su se radili na njemu.
Današnji naziv je nastao u 19. stoljeću izmjenom starijeg oblika Merjan koji je danas još očuvan kod starijih Splićana, a potječe od još starijeg Mrjan. Njemu je odgovarao oblik Mrljan koji je rabio Andrija Kačić Miošić, a i bliže splitsko zaleđe.

## Povijest
Područje Marjana je povezano sa Splitom i nikako se ne može odvojeno promatrati. Prvi i najstariji tragovi ljudskog života nađeni su na uzvisini Bambina glavica, na južnoj padini brda i datiraju još u prapovijest. Rimljani su ostavili znatne tragove o Marjanu, kao što su imena Marulianus, Marnanus i Mons Kyrielson. Starorimska nazočnost na Marjanu datira od prije gradnje Dioklecijanove palače, kada je na rtu Marjana bio hram starorimske božice lova Dijane. U to doba postojao je i put od naselja Spalatum do hrama, što svjedoči o značaju Marjana. Marjan je u tada bio šumovit, a pretpostavlja se da je bio obrastao bjelogoricom, točnije hrastovom šumom.
Zapisi iz srednjeg vijeka također spominju Marjan, poglavito u Statutu grada Splita (1312.) gdje se zabranjuje sječa drva na Marjanu. 
Od starog vijeka na njemu su nalazile brojne pustinjačke nastambe na mjestu kojih su kasnije izgrađene crkvice - najpoznatija je Sv. Jere. Nekad kamena golet koja je služila kao pašnjak, koncem 19. i početkom 20. stoljeća je pošumljen, mahom borovom šumom.
Pošumljavanje Marjana počelo je 1852. godine na Židovskom groblju, koje je među starijima na svijetu i datira iz 1573. godine kada je venecijanska vlast u Splitu izdala dokument kojim se Židovskoj općini dodjeljuje zemljište. Groblje je danas povijesna rijetkost, sadrži oko 700 starih grobova i proglašeno je spomenikom prve kategorije. Dvije godine kasnije općina počinje organizirano pošumljavati. Najzaslužniji za to i začetnik cijelog pošumljavanja je bio prof. Juraj Kolombatović.
Marjan je 16. prosinca 1964. godine proglašen park-šumom i time zaštićen Zakonom o zaštiti prirode Republike Hrvatske.
Danas je Marjan omiljeno izletište i šetalište stanovnika Splita, a tijekom ljeta i kupalište.

## Marjan danas

### Sakralni objekti
Na području Marjana postoji znatan broj crkvica, a neke su vrlo stare i vrijedni su arheološki spomenici. 
Samo područje Splitskog poluotoka ima 40 sakralnih objekata, a uokolo Marjanskog poluotoka je 12 crkavâ.
Na južnoj strani Marjana nalazi se crkva Gospe od Sedam žalosti, koja je izgrađena u 15. stoljeću. Na punti Marjana, kako se lokalno naziva krajnji zapadni rt, druga je crkvica, Sv. Jurja, datirana u 9. stoljeće. Nešto zapadnije i više, pod okomitim liticama smještena je crkvica Sv. Jere, građena u drugoj polovici 15. stoljeća, a u njoj se nalazi reljef Sv. Jeronima kojeg je napravio kipar Andrija Aleši. U blizini crkvice nalazi se Pustinjačka špilja u kojoj je navodno prebivao i Sv. Jeronim. Također na južnoj strani, samo dalje prema istoku nalazi se crkvica Betlem, građena u 14. stoljeću, a kasnije pregrađivana. Vrlo je lijepa i crkvica sv. Nikole, smještena na Vidilici.
I na sjevernoj strani Marjana postoji crkva Gospe od Spinuta, za koju se smatra da je izgrađena u ranokršćanskom razdoblju, ali danas ima sve odlike kasnije pregradnje koja se dogodila u doba romanike. U uvali Bene, se nalazila starohrvatska crkvica sv. Benedikta, danas ruševina. Njene ostatke se pronašlo 2002. godine. Bila je građena u predromaničkom stilu, a datira ju se u 9. – 11. stoljeće.
Postoje pisani dokazi i o drugim crkvicama, ali su one tijekom vremena porušene, te su se izgubili materijalni tragovi njihovog postojanja.

Marjan je dugo vremena bio utočište pustinjaka, a o tome govori i Perislav Petrić u svom feljtonu, objavljenom u Slobodnoj Dalmaciji od 6. do 11. svibnja 2003. godine:
»U današnjoj pećini sv. Jere bio je stari oratorij sv. Cirijaka in spelunca, in grotta, kako zabilježi Toma Arciđakon. Uz oratorij je zabilježen podatak da bijaše u liticama brda Kirijelejson, nadalje ovaj naziv je identičan sa sv. Cirijakom. I špilja zapadnije u okomitoj stijeni, pregrađena od Karepića 1523. godine, bijaše eremitaža. Za pustinjake ili eremite po Marjanu nadbiskup Cosmi krajem 17. stoljeća navodi da su čuvari i sakristani marjanskih crkava«
2013. na vrhu Marjana Telegrinu podignut je križ. Time je vraćen križ na Marjan koji je nekada davno prije postojao na vrhu Velom križu, a bio je podignut 1900. i blagoslovljen 1901. godine.

### Znanstveno-istraživačke ustanove
Na samom Marjanu, danas radi nekoliko važnih ustanova, od kojih su neke poznate diljem svijeta. Na punti Marjana djeluje Institut za oceanografiju i ribarstvo (IZOR) utemeljen davne 1930. godine, a na samom brdu Prirodoslovni muzej, u sklopu kojeg radi i zoološki vrt, osnovan 1924. godine i Meteorološki opservatorij osnovan 1926. godine. Najmlađi od svih je Mediteranski institut za istraživanje života (MEDILS) koji djeluje s južne strane Marjana, u Vili Dalmacija.

### Šetnice
Šetnja Marjanom ili trčanje po Marjanu je jedna od omiljenih zabava stanovnika Splita. Šetnja obično započinje na Marjanskim vratima ako se šeta ravnim predjelom ili na prvoj vidilici odakle se može popeti prema zoološkom vrtu ili prema Telegrinu.
Šetnja sjevernim dijelom Marjana počinje na sjevernim vratima, odakle se može šetati cestom ili trim stazom. U obje inačice, prolazi se kraj prve, druge i treće vode, da bi se nakon 1800 m stiglo na jedino pravo odmorište na ovom putu, a to je uvala Sv. Benedikta ili popularnije po splitski Bene. U malenoj uvali koja gleda prema sjeverozapadu smješten je ugostiteljski objekt, nekoliko sportskih terena i nekoliko sprava za igru najmlađih. Tijekom ljeta u uivali se nalazi i tobogan za spuštanje u more, a uvala je prepuna kupača. Šetnja se može nastaviti dalje, cestom prema krajnjem rtu Marjana, u duljini od oko 1000 m, prolazeći pored napuštene mornaričke postaje za demagnetizaciju, koja je još u vlasništvu vojske.
Šetnja južnim obroncima Marjana obično počinje na prvoj vidilici, koja se nalazi na vrhu ulice Nazorov prilaz. Odatle se može uspeti do druge vidilice velikom betoniranom uzbrdicom (Botićevim šetalištem) ili stepenicama. Na samom početku, odmah kod Vidilice, sjeverno od šetališta se nalazi staro Židovsko groblje. Na drugoj vidilici smještena je crkvica Sv. Nikole, koja je prikazana na slici gore. Zatim put nastavlja prema Sedlu, a tu se može vidjeti i ploča sa stihovima Luke Botića. Od Sedla, put južnim obroncima nastavlja Marangunićevim šetalištem, pored crkve sv.Jere i pustinjačkih naseobina spušta do rampe pored Instituta (Rampe pored krajnjeg rta Marjana).
Podno Marjana su i plaže i uvale, omiljena kupališta brojnim Splićanima: Ježinac (kod aša kupâ), Zvončac, na Obojenu, Kašjuni, na puntu od Marjana, Bene i druge.

### Događanja
- Dan Marjana obilježava se 9. svibnja, na dan kada je 1903. godine osnovano Društvo Marjan, društvo za zaštitu i unapređenje Marjana [9][10]

## Klubovi i društva nazvani po Marjanu
Brojna sportska, kulturna i ina društva u Splitu i iseljenoj Hrvatskoj nose ime po Marjanu:
- Airsoft klub Marjan
- Biciklistički klub Marjan
- Boćarski klub Marjan
- Boksački klub Marjan
- Dobrovoljno Vatrogasno Društvo Marjan, Split
- Društvo Marjan (1903.), društvo za zaštitu i unapređenje Marjana
- Društvo Splićana u Zagrebu Marjan
- Ekološka udruga Marjan
- Golf klub Marjan
- Gimnastički klub Marjan
- Kendo klub Marjan
- Kulturno umjetničko društvo Marjan
- Lions klub Marjan
- Maraton klub Marjan
- Moto klub Marjan
- Nogometni klub Marjan Zug
- Pjevačko društvo Marjan
- Radio klub Marjan
- Skautski klub Marjan
- Sportsko-penjački klub Marulianus, Split
- Športsko ribolovno nautičko društvo Marjan
- Taekwondo klub Marjan
- Udruga za očuvanje i promicanje hrvatske kulturne baštine Marjan
- Ženski nogometni klub Marjan

## Ostalo
- Marjanu je posvećena i hrvatska domoljubna pjesma Marjane, Marjane, a često je bio opjevan od splitski pjesnika, kako onih beletrističkih, tako i estradnih
- Kroz Marjan je 1979. godine prokopan marjanski tunel radi održavanja VIII. mediteranskih igara.

## Unutarnje poveznice
- Kulturni krajolik poluotoka Marjana, zaštićeno kulturno dobro
- Labirint mudrosti na Marjanu

## Vanjske poveznice
Mrežna mjesta
- Javna ustanova za upravljanje Park-šumom Marjan  Arhivirana inačica izvorne stranice od 16. studenoga 2013. (Wayback Machine), službeno mrežno mjesto
- Društvo Marjan, službeno mrežno mjesto
- Marjan, www.dinarskogorje.com, iscrpan prikaz prirodne i kulturne baštine Marjana